# Ruínas
Ruínas (portugiesisch für: Ruinen) ist ein Dokumentarfilm des portugiesischen Regisseurs Manuel Mozos aus dem Jahr 2009.
Im Zusammenspiel mit den in langen Einstellungen gezeigten Bildern erzeugen die eher zurückhaltend eingesetzten gesprochenen Passagen eine kontemplative, gelegentlich aber auch groteske Wirkung.

## Handlung
Der Film zeigt dem Zuschauer zunächst die Sprengung einer Bauruine und anschließend einen belebten Friedhof, auf dem geschäftige Menschen an einem Feiertag Grabpflege betreiben und die dabei angefallenen Abfälle entsorgen. Off-Sprecherstimmen tragen dazu einige skurrile bis makabre Geschichten über Liebe und Tod vor.
Dann zeigt der Film eine Reihe Ruinen wie verlassene oder vernachlässigte Hotel-, Industrie- oder Theatergebäude, Schulen, Bahnhöfe, Sanatorien oder Wohnviertel aus den verschiedensten Orten Portugals. Akustisch werden die Bilder von zurückhaltender Filmmusik, an vielen Stellen aber auch von verschiedenen Sprechern begleitet, die Passagen aus alten Briefen oder Zeitungsartikeln, aus Polizei- und Gerichtsakten oder amtlichen Verlautbarungen, aus Vereinsberichten oder Kochbüchern vorlesen.
Der Film geht dabei explizit nicht der Geschichte oder ursprünglichen Funktion der Ruinen nach, sondern gibt dem Betrachter anhand der verlassenen Gebäude die Möglichkeit zur Reflexion über diese Zeugen vergangener Zeiten und damit über Veränderungen des Landes.

## Produktion und Rezeption
Der Film wurde von der portugiesischen Filmproduktionsgesellschaft O Som e a Fúria produziert, mit finanzieller Unterstützung der Filmförderungsanstalt Instituto do Cinema e do Audiovisual (ICA) und mit Beteiligung des öffentlich-rechtlichen portugiesischen Fernsehsenders RTP.
Seine Uraufführung erlebte der Film am 30. April 2009 beim 6. IndieLisboa-Filmfestival in Lissabon. Seinen Kinostart hatte der Film am 1. April 2010 in nur zwei Kinos (Lissabon und Porto), wo er 2.709 Besucher anzog.
Er lief danach bei einer Vielzahl Filmfestivals, darunter die Viennale 2009, das Festival des Independent-Films in Buenos Aires 2010 und das Filmfestival im chilenischen Valdivia 2009. Bei den wichtigsten portugiesischen Kurzfilmtagen, den Curtas Vila do Conde, wurde der Film im Juli 2009 außerhalb des Wettbewerbs gezeigt, ohne Filmmusik, die live vor Ort von einem Orchester dazu aufgeführt wurde. Bei einigen dieser Festivals gewann der Film auch Filmpreise. So wurde er beim portugiesischen IndieLisboa mit dem TOBIS-Filmpreis als bester Langfilm prämiert, und beim französischen FID Marseille (Festival International de Cinéma de Marseille) erhielt er den Georges-de-Beauregard-Preis.
Ruínas erschien 2010 in Portugal als DVD bei Alambique.